# Corrado III di Scharfenberg
Corrado III di Scharfenberg (1165 circa – Spira, 24 marzo 1224) fu vescovo di Spira dal 1200 alla morte e vescovo di Metz dal 1212 alla morte.

## Biografia

### Giovinezza
Corrado fu cresciuto e istruito presso la scuola dei canonici di Spira. Nel 1187 entrò al servizio del re quando era imperatore Federico Barbarossa. In tutto egli servì due imperatori dei Romani, ovvero due re dei Romani nella cancelleria e fece carriera sia in campo laico che in quello religioso.
Egli divenne quindi prevosto di Saint-Gervais, nel 1198 divenne decano del capitolo del duomo locale. Durante la lotta per la successione tedesca al trono fra gli Staufer e i Welfen, che scoppiò dopo la morte dell'imperatore Enrico VI, egli si schierò dalla parte di Filippo di Svevia.

### Vescovo di Spira e cancelliere
Nel 1200 Corrado divenne vescovo di Spira e canonico imperiale. Nel 1208 il re Filippo lo nominò suo cancelliere. Egli si trovava nelle camere reali a Bamberga quando il re Filippo fu ucciso da Ottone VIII di Wittelsbach, conte palatino della Baviera. Dopo questo assassinio, che non aveva nulla a che vedere con la lotta di successione imperiale, Corrado si occupò delle Insegne imperiali e le portò da Bamberga alla rocca imperiale di Trifels.
Quando subito dopo venne riconosciuto come re il rivale di Filippo, Ottone IV di Brunswick, Corrado si pose al suo servizio e nel 1209 lo accompagnò a Roma per l'incoronazione come imperatore dei Romani da parte di papa Innocenzo III.

### Vescovo di Metz
Nel 1212 Corrado si trovò in competizione con Guglielmo di Joinville, che, come vescovo di Langres, era il candidato del re francese Filippo II alla sede vescovile di Metz.
Nel 1220 Corrado accompagnò a Roma il re Federico II per la sua incoronazione da parte di papa Onorio III. In questo viaggio egli fece per la prima volta la conoscenza dei nuovi ordini dei domenicani e dei francescani e spianò loro la strada per la Germania. Così Corrado collaborò con il primo padre provinciale francescano Cäsarius di Spira.

### Ultimi anni
Nei suoi ultimi quattro anni di vita Corrado prese il cantore del duomo Beringer von Entringen come coadiutore e si dedicò interamente alle sue due diocesi, soprattutto a quella di Spira ed al suo duomo imperiale, nel quale fece inumare i resti di Filippo di Svevia. Inoltre suggerì, nella diocesi di Metz, la ristrutturazione della cattedrale diocesana.
Le sue spoglie riposano vicino a quelle del re Filippo di Svevia nel duomo di Spira.

## Genealogia episcopale
La genealogia episcopale è:
- Papa Lucio III
- Papa Alessandro III
- Cardinale Corrado di Wittelsbach
- Vescovo Corrado III di Scharfenberg